# Kojonenita
La kojonenita és un mineral de la classe dels sulfurs. Rep el nom en honor de Kari K. Kojonen (1949-), científic investigador sènior al grup de geologia i recursos Bedrock del Servei Geològic de Finlàndia.

## Característiques
La kojonenita és un sulfur de fórmula química Pd7-xSnTe₂ on 0,3 ≤ x ≤ 0,8. Va ser aprovada com a espècie vàlida per l'Associació Mineralògica Internacional l'any 2013. Cristal·litza en el sistema tetragonal.

## Formació i jaciments
Va ser descoberta a Minneapolis adit, al comtat de Stillwater (Montana, Estats Units). Es tracta de l'únic indret de tot el planeta on ha estat descrita aquesta espècie mineral.